# Hungerhaken
Hungerhaken ist eine umgangssprachliche Bezeichnung für auffällig dünne Menschen. Der Begriff wird spöttisch oder mit negativer Konnotation verwendet.
Laut Heinz Küpper ist der Begriff seit etwa 1965 belegt. Er soll ausdrücken, dass bei sehr dünnen Personen mit Untergewicht einige Knochen deutlich sichtbar hervortreten, die deshalb an Haken erinnern. Andere Interpretationen des Ausdrucks sind der Volksetymologie zuzurechnen.